# دايفيد هاميلتون
دايفيد هاميلتون (بالإنجليزية: David Hamilton)‏ هو مقدم تلفزيوني بريطاني، ولد في 10 سبتمبر 1938 في مانشستر في المملكة المتحدة.